# Philippe Abbo Chen
Mons. Philippe Abbo Chen, N.D.V. (* 10. května 1962, Dadouar) je čadský římskokatolický duchovní, člen Institutu Naší Paní Života, biskup a apoštolský vikář v Mongu.

## Život
Narodil se 10. května 1962 v Dadouaru. Po absolvování středoškolských studií nastoupil do Grand Séminaire Saint Luc de Bakara  v N'Djamena, kde studoval filosofii a teologii.
Dne 17. května 1997 byl vysvěcen na kněze. Po vysvěcení působil jako farní vikář. Od roku 1999 byl farním knězem v Marjan-Daffak a vedoucím odborné pastorační péče.
Roku 2001 vstoupil do řeholního Institutu Naší Paní Života, kde 14. srpna 2009 složil své věčné sliby.
V letech 2003-2010 působil jako farář v Biktine. Následně se stal spirituálem a kvestorem v Grand Séminaire de Philosophie Saint-Mbaga Tuzinde de Sarh. Od roku 2014 začal sloužit jako generální vikář a farář v Biktine. V letech 2019-2020 pobýval v řeholní komunitě svého institutu ve francouzském Venasque.
Dne 14. prosince 2020 jej papež František ustanovil apoštolským vikářem v Mongu. Biskupské svěcení přijal 27. února 2021 z rukou biskupa Henriho Coudraye a spolusvětiteli byli arcibiskup Goetbé Edmond Djitangar a biskup Nicolas Nadji Bab.